# Rally-VM 2009
Rally-VM 2009 kördes över 12 omgångar mellan januari och oktober. Sébastien Loeb tog sin sjätte raka titel, vilket förlängde hans rekord med ytterligare en säsong. Han mötte hårt motstånd ifrån Mikko Hirvonen, men med segern i det sista rallyt i Wales, säkrade Loeb titeln med en poängs marginal. Tack vare Loeb och Dani Sordo, vann Citroën märkes-VM för andra året i rad.

## Delsegrare
| Rally               | Vinnare            | Märke   |
| ------------------- | ------------------ | ------- |
| Irländska rallyt    | Sébastien Loeb     | Citroën |
| Norska rallyt       | Sébastien Loeb     | Citroën |
| Cypriotiska rallyt  | Sébastien Loeb     | Citroën |
| Portugisiska rallyt | Sébastien Loeb     | Citroën |
| Argentinska rallyt  | Sébastien Loeb     | Citroën |
| Sardinienrallyt     | Jari-Matti Latvala | Ford    |
| Akropolisrallyt     | Mikko Hirvonen     | Ford    |
| Rally Poland        | Mikko Hirvonen     | Ford    |
| Finska rallyt       | Mikko Hirvonen     | Ford    |
| Australienrallyt    | Mikko Hirvonen     | Ford    |
| Katalanska rallyt   | Sébastien Loeb     | Citroën |
| Brittiska rallyt    | Sébastien Loeb     | Citroën |

## Förar-VM
| Plats | Förare                | Märke   | Poäng |
| ----- | --------------------- | ------- | ----- |
| 1     | Sébastien Loeb        | Citroën | 93    |
| 2     | Mikko Hirvonen        | Ford    | 92    |
| 3     | Dani Sordo            | Citroën | 64    |
| 4     | Jari-Matti Latvala    | Ford    | 41    |
| 5     | Petter Solberg        | Citroën | 35    |
| 6     | Henning Solberg       | Ford    | 33    |
| 7     | Matthew Wilson        | Ford    | 28    |
| 8     | Sébastien Ogier       | Citroën | 24    |
| 9     | Federico Villagra     | Ford    | 16    |
| 10    | Conrad Rautenbach     | Citroën | 9     |
| 11    | Mads Østberg          | Subaru  | 7     |
| 12    | Khalid al-Qassimi     | Ford    | 6     |
| 13    | Evgeny Novikov        | Citroën | 4     |
| 14    | Chris Atkinson        | Citroën | 4     |
| 15    | Matti Rantanen        | Ford    | 4     |
| 16    | Krzysztof Hołowczyc   | Ford    | 3     |
| 17    | Jari Ketomaa          | Subaru  | 2     |
| 18    | Nasser al-Attiyah     | Subaru  | 2     |
| 19    | Urmo Aava             | Ford    | 1     |
| 20    | Lambros Athanassoulas | Škoda   | 1     |